# Looking for Group
Looking for Group è un fumetto online canadese, scritto da Ryan Sohmer e disegnato da Lar DeSouza, pubblicato a partire dal 2006. L'ambientazione fantasy del fumetto è una parodia dei giochi di ruolo e delle avventure in generale.

## Trama
Il fumetto narra le avventure del giovane Cale'Annon Vatay che si mette in viaggio per vivere la sua grande avventura per il bene; incontrerà subito Richard, uno stregone non morto, per la precisione un Warlock, votato al male che deciderà di seguirlo per seminare distruzione e per noia.
Dopo essersi fatto incenerire per via di una battuta dallo stregone Cale verrà accompagnato da quest'ultimo ad una taverna in cerca di un curatore; qui conosce la guaritrice orchessa Benny che lo riporterà alla sua forma originaria facendolo tuttavia scontrare inconsciamente con le guardie dell'impero e rendendolo quindi un fuorilegge.

## Premi
1. Il 14 giugno 2008, gli autori sono stati premiati con lo Joe Shuster Award nella categoria "Web Comics Creators" per Looking for Group e Least I Could Do.[2] Lar DeSouza ha accettato il premio anche a nome di Ryan Sohmer.[3]
2. Il 9 agosto 2009, il disegnatore Lar de Souza è stato premiato con il Prix Aurora Award nella categoria "Artistic Achievement" per Looking for Group.[4]